# Comesa votadini
Comesa votadini är en rundmaskart. Comesa votadini ingår i släktet Comesa, och familjen Comesomatidae. Arten är reproducerande i Sverige.